# Церква Святих Іоакима і Ганни (Гетьманівка)
Церква Святих Праведних Богоотців Йоакима та Ганни — діюча мурована церква, пам'ятка архітектури місцевого значення (охоронний № 98), у селі Гетьманівка Подільський район на Одещині; є найбільшою (найвищою) та найдавнішою церквою Савранщини.
Парафія Святих Праведних Йоакима та Ганни належить до Православної церкви України. Престольне свято — 9 (22) вересня.

## Історія
Перший храм в приході був побудований в 1783 році з благословення уніатського митрополита Іасона Юноші-Смогоржевського. У 1794 року парафіяни Гетьманівка були приєднані до православ'я Ольгопільським протоієреєм (Ольгопільської так званої повітової парафії) Лукою Романовським.
1861 р. — відкрита церковно-приходська школа.
1869 р. — розписаний всередині церковний притвор.
1871 р. — освячення церкви після ремонту.
1874 р. — побудована каплиця на парафіяльному кладовищі.
1875—1876 рр. — початок будівництва церкви.
1878 р. — побудований новий храм на честь свв. Іоакима і Анни при намаганні і значної матеріальної підтримки місцевої власниці Лідії Зінов'євої (див. Гетьманівка).
У 1888 р. побудована спеціальна шкільна будівля в пам'ять події 17 жовтня 1888 року.
10.09.1892 р. — відвідав парафію єпископ Балтський Микола (Адоратський).
1896 р. — улаштування нової школи.
4.06.1915 р. — відвідав парафію села єпископ Пимен (Пєгов).
17.09.1992 р. — перереєстрація Статуту православного приходу.
2.09.1996 р. — освячення престолу в храмі.
2005 — відродження Гайдамацької криниці, де відбуваються водосвятні молебні. Цей колодязь викопали козаки і поклали туди ікону Божої Матері.
28.05.2020 у день Вознесіння Господнього в храмі Іоакима та Анни Одеської єпархії ПЦУ освятили церковний дзвін, який встановлено на дзвіниці храму (попередній був знищений радянською владою у 1962 році).

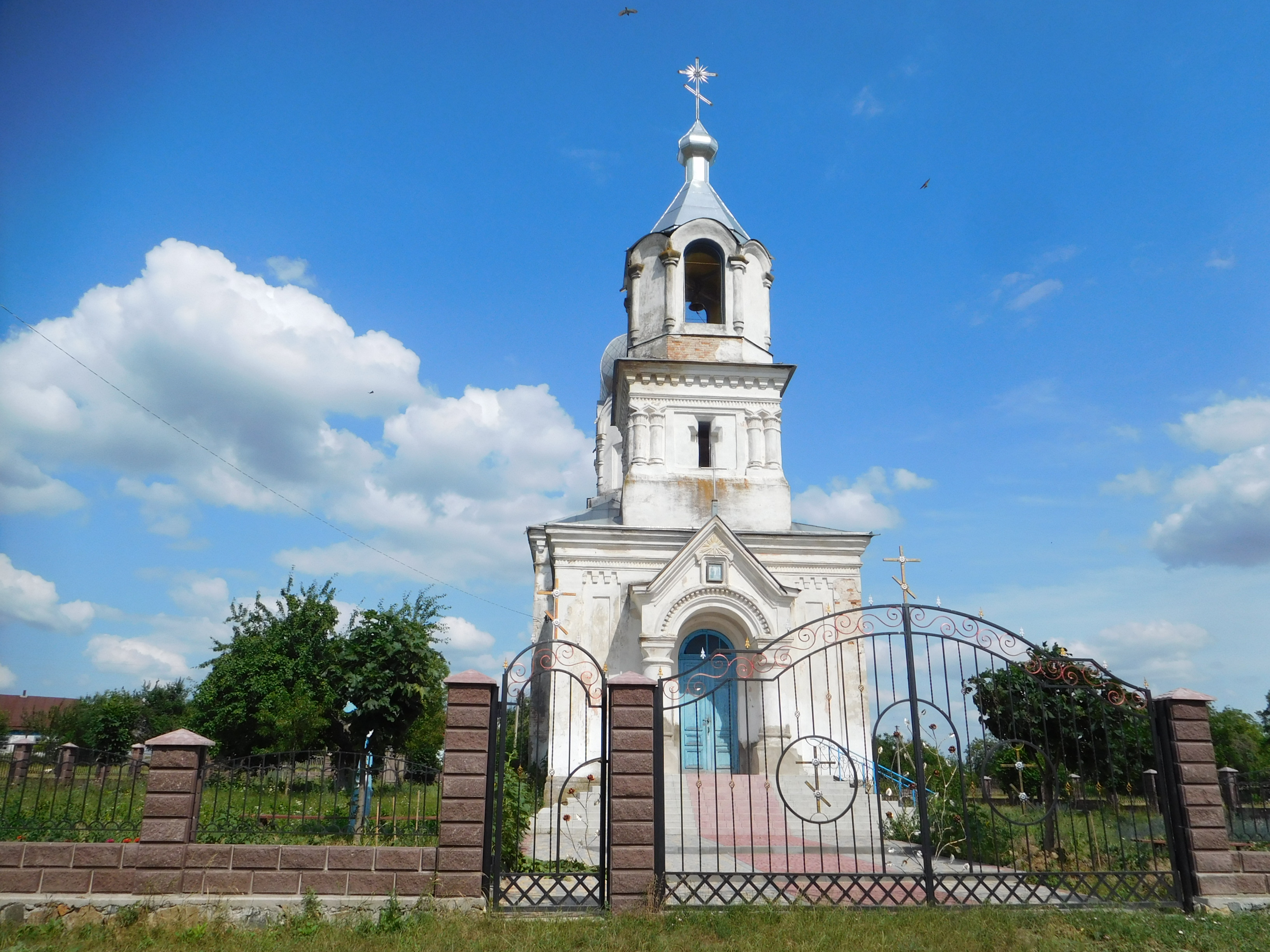
Паперть храму із дзвіницею

Освячення дзвону здійснили настоятель храму протоієрей Валерій Сосніцький та настоятель парафії святого Дмитрія Солунського села Пужайкове протоієрей Роман Бойко.

## Перехід з УПЦ МП до Православної церкви України
22 червня 2019 року парафія храму Святих праведних Іоакима й Анни в Савранському районі Одеської області ухвалила рішення перейти з УПЦ Московського Патріархату до Православної Церкви України.

## Архітектура
Храм свв. правв. Іоакима і Анни — пам'ятник архітектури, був побудований за проектом архітектора Васнецова — брата знаменитого художника Васнецова.
Усередині храм прикрашений іконами художньої роботи, виписаними з Москви і Петербурга.